# Stara Synagoga w Nowej Słupi
Stara Synagoga w Nowej Słupi – drewniana bożnica zbudowana w 1859 roku. Synagoga spłonęła podczas pożaru całej osady w 1929 roku.
W latach 1859–1877 synagoga podlegała gminie w Opatowie, a w latach 1877–1929 była główną synagogą gminy żydowskiej w Nowej Słupi.